# 色格孜库勒乡
色格孜库勒乡，是中华人民共和国新疆维吾尔自治区和田地區和田县下辖的一个乡镇级行政单位。

## 行政区划
色格孜库勒乡下辖以下地区：
苏盖提博斯坦村、欧尔奴什村、尤木拉克库勒村、库木巴格村、色格孜库勒村、尕藏墩村、库木恰喀村、色日克吾依村、塔斯米其村、米央胡加村、塔依塔克村、艾兰木布隆村和色斯吾提村。